# Küchensee (Bayern)
Der Küchensee ist ein ungefähr 1,5 Kilometer nordöstlich von Scheinfeld im Naturpark Steigerwald gelegener See in Bayern.

## Lage
Er liegt in unmittelbarer Nähe zum Schloss Schwarzenberg und zum Kloster Schwarzenberg. Der leicht dreiecksförmige See ist etwa 3000 m² groß und am gesamten Ufer von Bäumen umgeben. Im Südwesten schließt sich der See an die Bebauung an, im Norden befindet sich das Areal eines Internats.
Weitere Seen der unmittelbaren Umgebung sind der etwa gleich große Wolfsee, der kleinere Johannessee, der größere Stadtsee und die 5 Fischhausweiher.